# Tereza Lourenço
Tereza Lourenço (1330, Lisabon – ?) byla milenkou krále Petra I. Portugalského a matkou krále Jana I. Portugalského.

## Život
Podle Fernãa Lopese, portugalského kronikáře 15. století, byla paní z Tareijou Lourenço v Galícii, ale později byla uznávána teorie Antónia Caetana de Sousa ze 17. století, který objevil dokument o tom, že byla obyčejnou dívkou z Lisabonu.
Jejími rodiči byli obchodníci Lourenço a Sancha Martins.
Po zavraždění královny Inés de Castro měla milostný poměr s portugalským králem Petrem I. Otěhotněla a porodila syna Jana. Král Petr svěřil chlapce Terezinu otci Lourençovi, poskytl synovi dobré vzdělání a pasoval ho na rytíře. V roce 1364 se stal Jan velmistrem řádu avizských rytířů a v roce 1385 portugalským králem.
Po narození syna už není o Tereze nic známo, ani o jejím vztahu se synem či jeho otcem, ani jestli se někdy vdala. Přes Jana je Tereza předkem působivého výčtu panovníků, včetně Karla Smělého, Isabely Kastilské, Maxmiliána I. Habsburského, Jindřicha Mořeplavce a císaře Karla V.